# Шоу Фрая и Лори
Шоу Фрая и Лори или Немного Фрая и Лори (англ. A Bit of Fry & Laurie) — британский комедийный телесериал, показанный на канале BBC2 в 1989—1995 годах. В нём снимались члены Кэмбриджского актёрского клуба «Footlights» Стивен Фрай и Хью Лори. Всего было снято 26 эпизодов в 4 сезонах, включая 35-минутный пилотный эпизод 1987 года. Несмотря на то, что в то время шоу было весьма популярным, по телевизору его показывали редко. Последующие попытки возобновления телесериала не были осуществлены из-за жёсткого графика работы обоих актёров.

## Пилотный выпуск
36-минутная пилотная серия была впервые показана на BBC2 на второй день Рождества («Boxing Day») 1987 года. Для повторных показов серию сократили до 29 минут, полную её версию можно найти на DVD 1 сезона.
Первые три сезона можно было увидеть на BBC2, традиционной родине скетч-шоу, четвёртый — на BBC1, основном развлекательном телеканале. По ряду причин некоторые считают последний сезон самым слабым: BBC1 — не лучшее место для лукавого юмора Фрая и Лори; в каждом из эпизодов (кроме предпоследнего, 6-го) присутствуют звёздные гости, что не нравилось ни Фраю, ни Лори. Также его транслировали спустя некоторое время после нервного срыва Стивена Фрая в 1995 году, что омрачило настроение сезона.

## Политика
Шоу никогда не стеснялось комментировать насущные проблемы. Один из скетчей во втором сезоне, где Стивен Фрай душит консервативного министра и кричит: «Что вы делаете с телевидением? Что вы делаете с нашей страной?» — неприкрытый намёк на закон о телевидении 1990 года и критика мотивации его сторонников. Позже Фрай и Лори раскритикуют то, что им казалось последствиями этого закона, в скетче «It’s a Soaraway Life», пародии на фильм «It’s a Wonderful Life», показывая мир, в котором нет Руперта Мердока.
Шоу постоянно смеётся над премьер-министрами тори того времени, Маргарет Тэтчер и Джоном Мэйджором, а один из скетчей показывает соревнование «Young Tory of the Year» (Молодой тори года), где юный консерватор (Лори) произносит речь, состоящую из общих политических терминов, таких, как «семейные ценности» и «индивидуальное предпринимательство».

## Повторяющиеся фразы
«Пожалуйста, мистер Музыка(нт), сыграйте нам». Каждая серия 3-го и 4-го сезона заканчивается тем, что Стивен Фрай готовит коктейль с нелепым названием, само приготовление которого ещё более нелепо. Фрай просит Лори сыграть заключительную музыкальную тему, произнося фразу: «Please, Mr. Music, will you play?». Перед этим Фрай произносит небольшую заключительную речь, начинающуюся с варианта фразы «Ну вот почти и всё на этот раз»; при этом Фрай ненавидит, когда Лори пытается вставить хоть слово, бесится с каждым разом все больше и придумывает все более изощренные угрозы, начиная от простого «Хью, дорогой, жми на клавиши» и заканчивая «Еще одно слово, и я выпущу твои кишки и растопчу желудок». Затем он смешивает ингредиенты в шейкере (часто засовывая сам шейкер в свои штаны и прыгая по сцене) и подаёт коктейль гостям, в то время как Лори играет на фортепиано и имитирует звук трубы.
В 4-м сезоне Фрай перед тем, как перейти к этой фразе, произносит всё более и более нелепые предложения:
- "И я произношу, как люблю произносить в подобных ситуациях, шесть слов, которые открывают дверь к изощренным привычкам: " ("I say, as I like to on these occasions, the six words which open the door to sophisticated habits: ") — 4 сезон, 3 серия
- "А теперь я бросаю в коктейльный шейкер моего рта эти пять слов: нам, пожалуйста, Музыкант, мистер, сыграйте. Я быстро перемешиваю их [встряхивает головой] и выливаю эту золотую фразу: " ("And now into the cocktail shaker of my mouth I throw these six words: You Please Music Mr Will Play. I give a brief shake [he shakes his head], and I pour out this golden phrase: ") — 4 сезон, 4 серия
- "И пока я готовлю ваши Болтающиеся Мошонки, я произношу следующую фразу, без соответствия с какими-либо принципами: " ("And as I prepare your Swinging Ballsacks, I ask this question, in accordance with no principles: ") — 4 сезон, 5 серия
- "Пока я смешиваю ингредиенты, я обращаюсь к любезному специалисту в области музыки, и я прошу, насколько просительно я могу просить: " ("While I mix these, I turn to the debonair doyenne of the dance and I ask as askingly as I might this ask: ") — 4 сезон, 6 серия
- [готовит «Современную Британию»] "Но, возможно, где-нибудь вас вдохновят на добавление одной маленькой, нежной, заботящейся вишенки надежды. Может быть… Пока вы решаете, я обращаюсь с просьбой, в последнейший из последних, последних раз, к моему коллеге, самому настоящему музыканту Британии, и говорю ему… пожалуйста, пожалуйста, о, пожалуйста, мистер Музыкант: " ("But perhaps, somewhere, you might be inspired to add one small, tender, caring cherry of hope. I wonder. While you decide, I will entreat for the very finalest of last, last times, this entreaty of m’colleague, Britain’s very own melody man, as I say to him, please, please, oh please Mr. Music: ") — 4 сезон, 7 серия

«Ловкий ход» («Soupy twist»). Фраза «Ловкий ход» произносится в конце каждой серии 3 и 4 сезона. Считается, что эта фраза (скорее всего, означающая «Ваше здоровье!»), — из языка Стром (который изобрел Фрай и в первый раз использовал в своей передаче Saturday Night Fry на радио BBC4).

## Постоянные персонажи
Хотя шоу в основном состоит из скетчей и не повторяющихся ситуаций, некоторые действующие лица появляются в нескольких сериях и сезонах, играя роль сквозных персонажей.

### Алан
Алана (Лори) нанимает загадочная организация, известная как «Департамент», в качестве тайного агента. До этого он занимался контрабандой оружия, был нештатным преподавателем и министром внутренних дел Великобритании. Этот персонаж — пародия на несколько телешоу 70-х, больше всего похожая на «Профессионалов» («The Professionals»).

### Гэллиант Гатфрайт
Гэллиант (Фрай) — ведущий программы ужастиков «Седьмое измерение». Он рассказывает такие истории как «Цветы для Венди» и «Красная шляпа Патфэррика». Гэллиант — пожилой джентльмен, которому доставляет необычайное удовольствие использование продуманной игры слов и двойных отрицаний. Истории, которые он рассказывает, часто очень похожи на истории из «Сумеречной зоны».

### Джон и Питер
Джон (Фрай) и Питер (Лори) — сильнопьющие руководители… каждый раз нового бизнеса: от оздоровительного центра до епархии Юттоксетера (Джон — в качестве епископа, Питер — в качестве вице-епископа). Эти персонажи — пародия на влиятельных предпринимателей того времени. Их ключевая фраза — «Чёрт!» или «Чёрт возьми, Джон!» («Damn!», «Dammit John!»). Их планы обычно рушатся из-за появления дьявольской Марджори, бывшей жены Джона. Эта пародия также берёт начало в таких мыльных операх, посвящённых исполнительной власти, как: «The Power Game», «Man at the Top», «Howards' Way».

### Епископ и Бог войны
Епископ (Фрай) и Бог войны (Лори) в первый раз появляются в 1-м сезоне. Они — главная группа, играющая в стиле «лёгкий металл» (в противопоставление Heavy metal). Бог войны (гитарист) одет как типичный рокер, в то время как Епископ (вокалист) одет как обычный пастор, за исключением одной кожаной перчатки с обрезанными пальцами. Он поёт (или, скорее, проповедует) свои песни, стоя за кафедрой.
Интересна сценка, в которой группу судят за некие «скрытые послания» в текстах песен, которые внушают фанатам каким-либо образом вредить себе. Сценка содержит в себе намёк на судебный процесс над британской группой Judas Priest, прецедент, имевший место в 1991 году.

### Контрол и Тони
Контрол (Фрай) и Тони Мерчисон (Лори) — это два чрезмерно приятных тайных агента, которые впервые появляются в 1 сезоне. Контрол — руководитель СИС, органа британской внешней разведки. Тони Мерчисон — начальник отдела по делам Восточной Германии и государств-сателлитов, он приносит Контролу его утренний кофе. Создаётся впечатление, что персонажи неохотно обсуждают проблемы национальной безопасности, а когда речь о них всё-таки заходит, разговор носит характер почти детского простодушия. Большая часть юмора в этих скетчах появляется благодаря напыщенной и непрофессиональной игре актёров. Это пародия на мрачные, угнетающие теледрамы периода холодной войны: «Callan», «Тайная служба», «Лудильщик, портной, солдат, шпион» и «The Sandbaggers».

### Мистер Дэллиард
Мистер Дэллиард — это персонаж, который никогда не появляется на экране, но незримо присутствует в нескольких скетчах, действие которых происходит в магазине. Считается, что Дэллиард — плод воображения персонажа Фрая.

### Тони Инчпрактис
Тони (Лори) впервые появляется во 2-м сезоне. Он ведущий нескольких ток-шоу, у каждого из которых странная тема. Примеры таких шоу: «Пытаемся одолжить пятёрку (фунтов) у…», «Знакомим моего дедушку с…», «Понимание, что я дал неправильный адрес…» , «Ксерокопируем мои гениталии с…», «Летаем на аэроплане, не имея никаких инструкций, с…» (где под многоточием обычно подразумевается имя гостя).

## Серии
- Пилотный выпуск: 26 декабря 1987 года (36 минут)
- 1 сезон: 13 января 1989 — 17 февраля 1989 (6 серий)
- 2 сезон: 9 марта 1990 — 13 апреля 1990 (6 серий)
- 3 сезон: 9 января 1992 — 13 февраля 1992 (6 серий)
- 4 сезон: 12 февраля 1995 — 2 апреля 1995 (7 серий)

## «Шоу Фрая и Лори» на DVD
В 2007 году все четыре сезона «Шоу Фрая и Лори» (включая пилотный выпуск) вышли на DVD на русском языке.